# Майстренко, Георгий Петрович
Георгий Петрович Майстренко (22.04.1925 — 30.10.2001) — участник Великой Отечественной войны, моторист танкера «Ленино» Новороссийского морского пароходства Министерства морского флота СССР, Краснодарский край. Герой Социалистического Труда.

## Биография
Родился 22 апреля 1925 года в городе Новороссийске ныне Краснодарского края в семье рабочего.
Окончил 7 классов школы. В 1941 году поступил в Новороссийское железнодорожное училище, где получил специальность слесаря-инструментальщика и начал работать на вагоноремонтном заводе.
С июня 1942 года — в Красной армии. Участник Великой Отечественной войны. Служил связистом 1339-го стрелкового полка 44-й армии Закавказского фронта. 28 сентября 1942 года был тяжело ранен на подступах к Новороссийску. После излечения в госпиталях окончил курсы шоферов и служил шофером 18-го автомобильного полка в Иране, а с декабря 1944 года в Донбассе, красноармеец. Награждён медалью «За боевые заслуги».
Демобилизовавшись из Красной армии в 1948 году, работал шофером в Новороссийске. С января 1951 года перешёл в плавсостав, работал кочегаром на пассажирском пароходе «Орион» и на танкере «Бештау». С 1952 года работал мотористом на судах заграничного плавания Черноморского государственного морского пароходства. В 1957 году перешёл мотористом на танкер «Владимир», только что построенный в Ленинграде (ныне — Санкт-Петербург), затем 2 года работал на танкере «Гурзуф». В 1964 году вступил в КПСС.
В 1965 году был направлен в город Хиросима (Япония) для участия в приёмке нового танкера «Ленино». Работая мотористом на этом танкере, освоил новую современную технику, автоматические системы. Являлся инициатором использования на судне более дешёвых сортов топлива и масел отечественного производства. Этот почин, подхваченный судами Новороссийского морского пароходства, позволил сэкономить только за 3 года девятой пятилетки (1971—1975 годы) 70 тысяч тонн топлива и 610 тонн смазочных материалов. Внёс 12 рационализаторских предложений с экономическим эффектом от внедрения около 10 тысяч рублей, которые позволили увеличить надёжность и срок службы топливной аппаратуры, упростить её эксплуатацию, облегчить труд мотористов.
Указом Президиума Верховного Совета СССР от 16 января 1974 года за выдающиеся успехи в выполнении и перевыполнении планов 1973 года и принятых социалистических обязательств Майстренко Георгию Петровичу присвоено звание Героя Социалистического Труда с вручением ордена Ленина и золотой медали «Серп и Молот».
Избирался депутатом Новороссийского городского Совета депутатов.
Являлся наставником молодёжи, многие из его учеников стали квалифицированными механиками.
С января 1987 года — на пенсии.
Жил в Новороссийске. Умер 30 октября 2001 года. Похоронен на кладбище на горе Кабахаха в Новороссийске Краснодарского края.

## Награды
- Золотая медаль «Серп и Молот» (16.1.1974);
- Орден Ленина (16.1.1974)
- Орден Трудового Красного Знамени
- Орден Отечественной войны II степени (11.03,1985)[3]
- Медаль «За боевые заслуги» (21.02.1945)[4]
- Медаль «За трудовое отличие»
- Медаль «В ознаменование 100-летия со дня рождения Владимира Ильича Ленина» (6 апреля 1970)
- Медаль «За победу над Германией в Великой Отечественной войне 1941—1945 гг.»
- Медаль «Двадцать лет Победы в Великой Отечественной войне 1941—1945 гг.»
- Юбилейная медаль «Тридцать лет Победы в Великой Отечественной войне 1941—1945 гг.»[5]
- Юбилейная медаль «Сорок лет Победы в Великой Отечественной войне 1941—1945 гг.»[6]
- Юбилейная медаль «50 лет Победы в Великой Отечественной войне 1941—1945 гг.»[7]
- Медаль «Ветеран труда»
- Медаль «30 лет Советской Армии и Флота»[8]
- Юбилейная медаль «40 лет Вооружённых Сил СССР»[9]
- Юбилейная медаль «50 лет Вооружённых Сил СССР» (26 декабря 1967[10])
- Юбилейная медаль «60 лет Вооружённых Сил СССР» (28 января 1978[11])
- Юбилейная медаль «70 лет Вооружённых Сил СССР» (28 января 1988[12])
- и другими

## Память
- В Краснодаре установлена мемориальная доска с именами Героев Социалистического Труда Кубани и Адыгеи.
- Увековечен на сайте МО РФ «Дорога памяти» сайт МО РФ «Дорога памяти».